# Шафран, Генрих Михайлович
Ге́нрих Миха́йлович Шафра́н (19 декабря 1909, Могилёв, Могилёвская губерния, Российская империя ― 5 октября 1990, Йошкар-Ола, Марийская АССР, РСФСР, СССР) ― советский деятель здравоохранения, врач-фтизиатр. Главный врач Йошкар-Олинской городской больницы (1955―1970). Заслуженный врач РСФСР (1970), заслуженный врач Марийской АССР (1965). Участник Советско-финляндской и Великой Отечественной войн: начальник полевого госпиталя 8-й гвардии армии маршала В. Чуйкова, военврач 2 ранга, подполковник медицинской службы. Член ВКП(б) с 1943 года.

## Биография
Родился 19 декабря 1909 года в белорусском Могилёве.
В 1932 году окончил Пермский медицинский институт.
В 1938 году призван в РККА: участник Советско-финляндской войны (1939―1940), военврач. Участник Великой Отечественной войны: начальник полевого госпиталя 8-й гвардии армии маршала В. Чуйкова, военврач 2 ранга (майор медицинской службы). Прошёл боевой путь от Сталинграда до Берлина. Был контужен. В 1943 году принят в ряды ВКП(б). Демобилизовался из армии в 1946 году в звании подполковника медицинской службы. Награждён орденами Отечественной войны I и II степени, Красной Звезды и медалями, в том числе медалью «За оборону Сталинграда».
После демобилизации приехал в Марийскую АССР: в 1947―1955 годах ― врач, в 1955―1970 годах ― главный врач Йошкар-Олинской городской больницы. При нём больница имела 250 коек, 71 ставку врачей, 149 ставок медсестёр и 97 ставок санитарок. В составе больницы были развернуты травматологическое, хирургическое, гинекологическое, родильное, дифтерийное, инфекционное отделения и поликлиника № 1.
В 1970―1979 годах был заведующим отделением Республиканского противотуберкулёзного диспансера Марийской АССР.
В 1967―1971 годах избирался депутатом Верховного Совета Марийской АССР VII созыва.
За многолетнюю безупречную работу в области здравоохранения в 1965 году ему было присвоено почётное звание «Заслуженный врач Марийской АССР», в 1970 году ― почётное звание «Заслуженный врач РСФСР» Награждён орденом «Знак Почёта» и медалями, а также Почётной грамотой Президиума Верховного Совета Марийской АССР (дважды).
Скончался 5 октября 1990 года в Йошкар-Оле.

## Звания и награды
- Заслуженный врач РСФСР (1970)[4][5]
- Заслуженный врач Марийской АССР (1965)[1][2]
- Орден Отечественной войны I степени (28.05.1945)[1][2][3]
- Орден Отечественной войны II степени (06.04.1985)[1][2][3][8]
- Орден Красной Звезды (18.11.1943)[1][2][3]
- Орден «Знак Почёта» (1953)[1][2]
- Медаль «За оборону Сталинграда» (22.12.1942)[3][9]
- Медаль «За победу над Германией в Великой Отечественной войне 1941—1945 гг.» (09.05.1945)[3]
- Медаль «За доблестный труд. В ознаменование 100-летия со дня рождения Владимира Ильича Ленина»
- Медаль «Ветеран труда»
- Почётная грамота Президиума Верховного Совета Марийской АССР (1957, 1960)[1][2]